# (200143) 1998 DA9
(200143) 1998 DA9 es un asteroide perteneciente al cinturón de asteroides, descubierto el 23 de febrero de 1998 por el equipo del Spacewatch desde el Observatorio Nacional de Kitt Peak, Arizona, Estados Unidos.

## Designación y nombre
Designado provisionalmente como 1998 DA9.

## Características orbitales
1998 DA9 está situado a una distancia media del Sol de 2,375 ua, pudiendo alejarse hasta 2,598 ua y acercarse hasta 2,151 ua. Su excentricidad es 0,094 y la inclinación orbital 5,226 grados. Emplea 1337,22 días en completar una órbita alrededor del Sol.

## Características físicas
La magnitud absoluta de 1998 DA9 es 16,4.